# 사이버자야

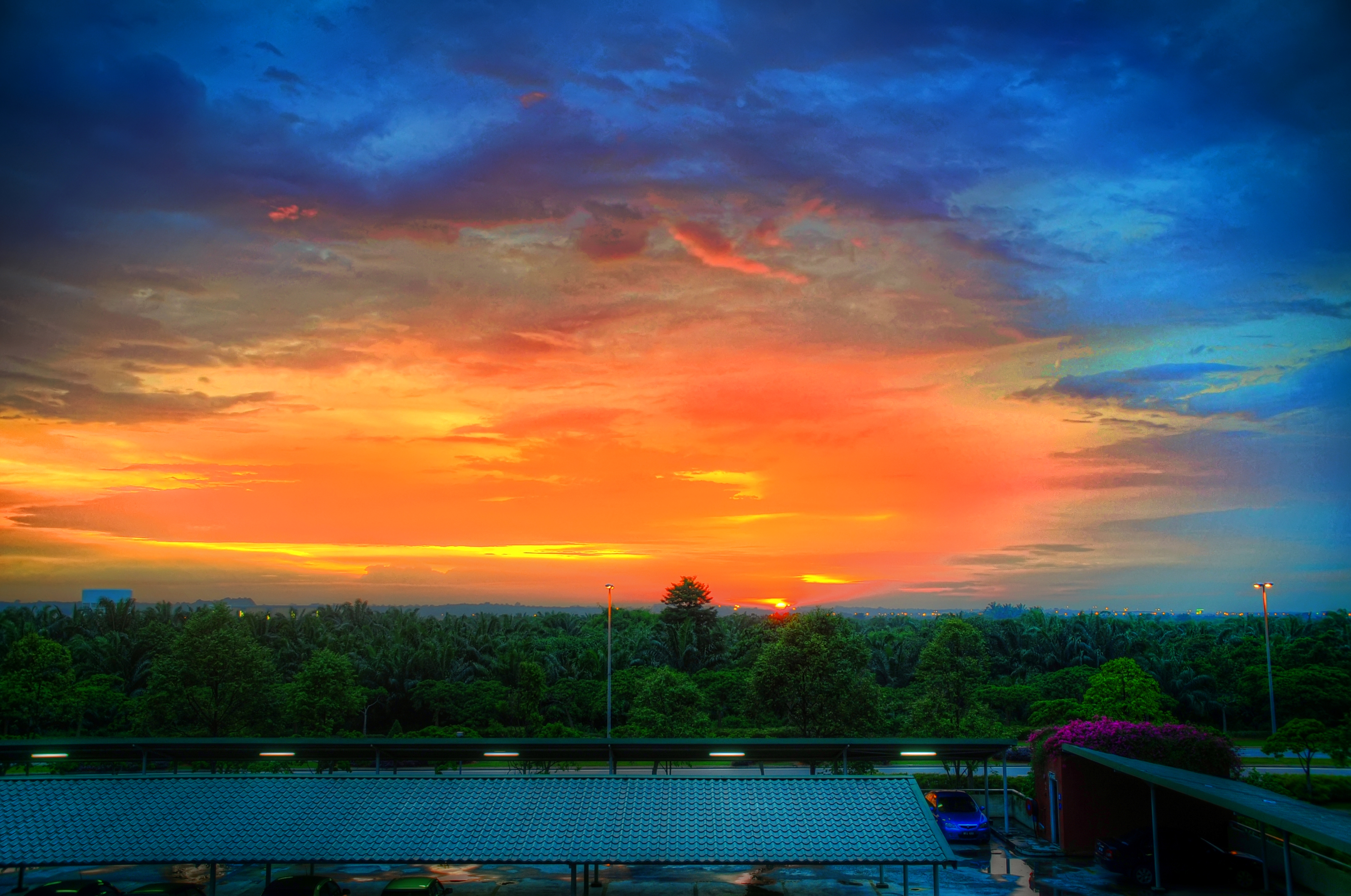
사이버자야(Cyberjaya)의 석양 (2010)

사이버자야(Cyberjaya)는 말레이시야의 행정도시 푸트르자야에 위치한 과학단지(science park)이다. 슬랑오르 주의 스팡 지역에 위치해 있으며, 말레이시아의 수도 콸라룸푸르에서는 50km 남쪽에 위치해 있다. '말레이시아의 실리콘 밸리'로도 알려져 있다. 사이버자야의 공식 개막식은 1997년 5월 당시 수상이었던 마하티르 빈 모하맛가 진행하였다.

## 역사
1997년 아시아 금융위기에도 불구하고 잘 진행되어 오늘에 이르고 있다.

## 개발 환경
약 28.94 km2 (7,000 acres)의 공간을 차지하는 구역으로 Multimedia Super Corridor (MSC)로 알려져 있다.(MSC Malaysia) 개발이 덜 된 곳은 주로 오일 팜 플렌테이션(oil palm plantation) 지역으로 구성되어 있다. 세련된 호텔, 상업용 건물, 대학, 커뮤니티 클럽, 지방정부 등의 건물들이 계속 건설되고 있다.
MKN Embassy Techzone 보관됨 2021-05-18 - 웨이백 머신

### 교육 환경

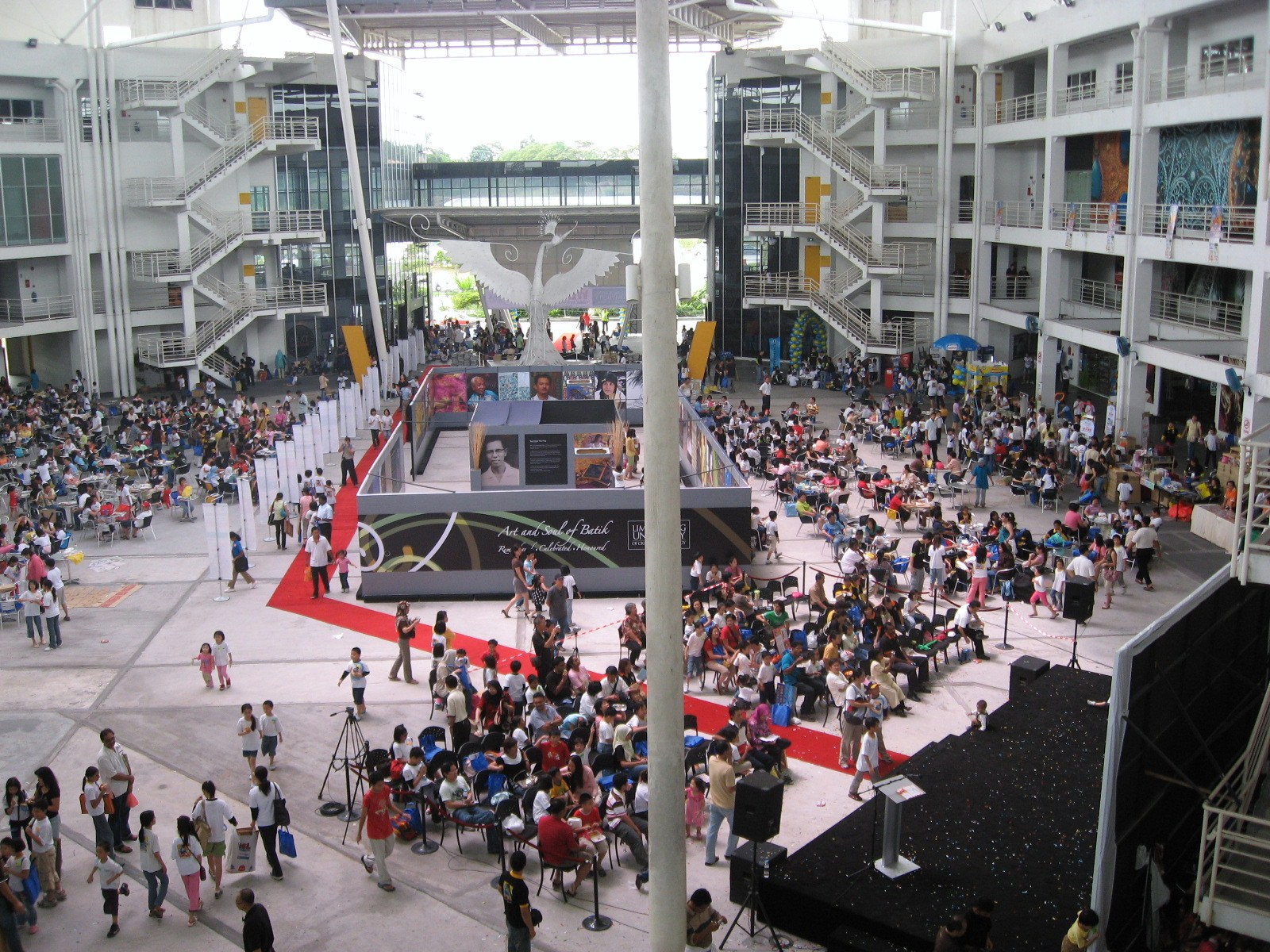
림콕윙 대학교 공대(Limkokwing University of Creative Technology)

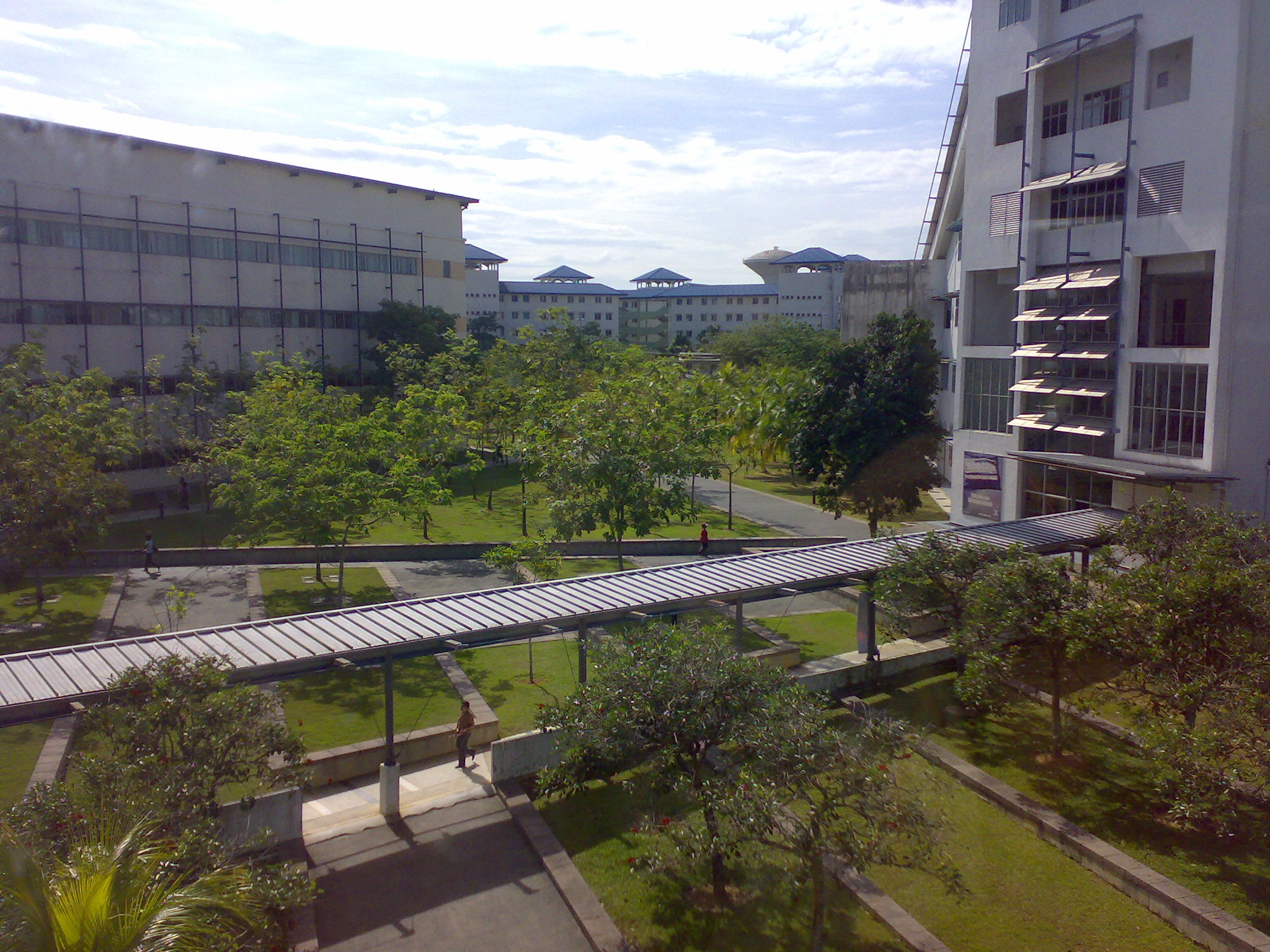
멀티미디어 대학교(Multimedia University campus)

말레이시아 멀티미디어 대학교(MMU, Multimedia University)가 들어서 있으며, 사이버자야(Cyberjaya)에 약 2만명의 학생이 있다. 그 중 약 20%는 인터내셔널(international)학생이다.

### 레크레이션 공간

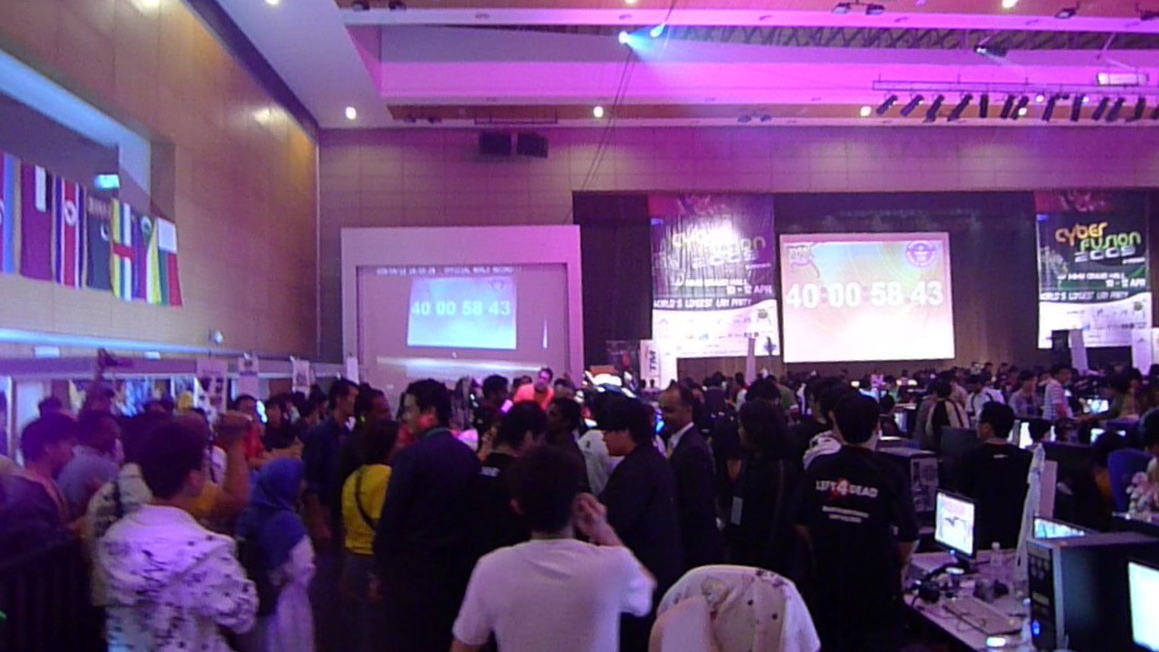
Cyberfusion 2009는 longest LAN party부문의 기네스북 기록을 세웠다.

### 밤
Prima Avenue

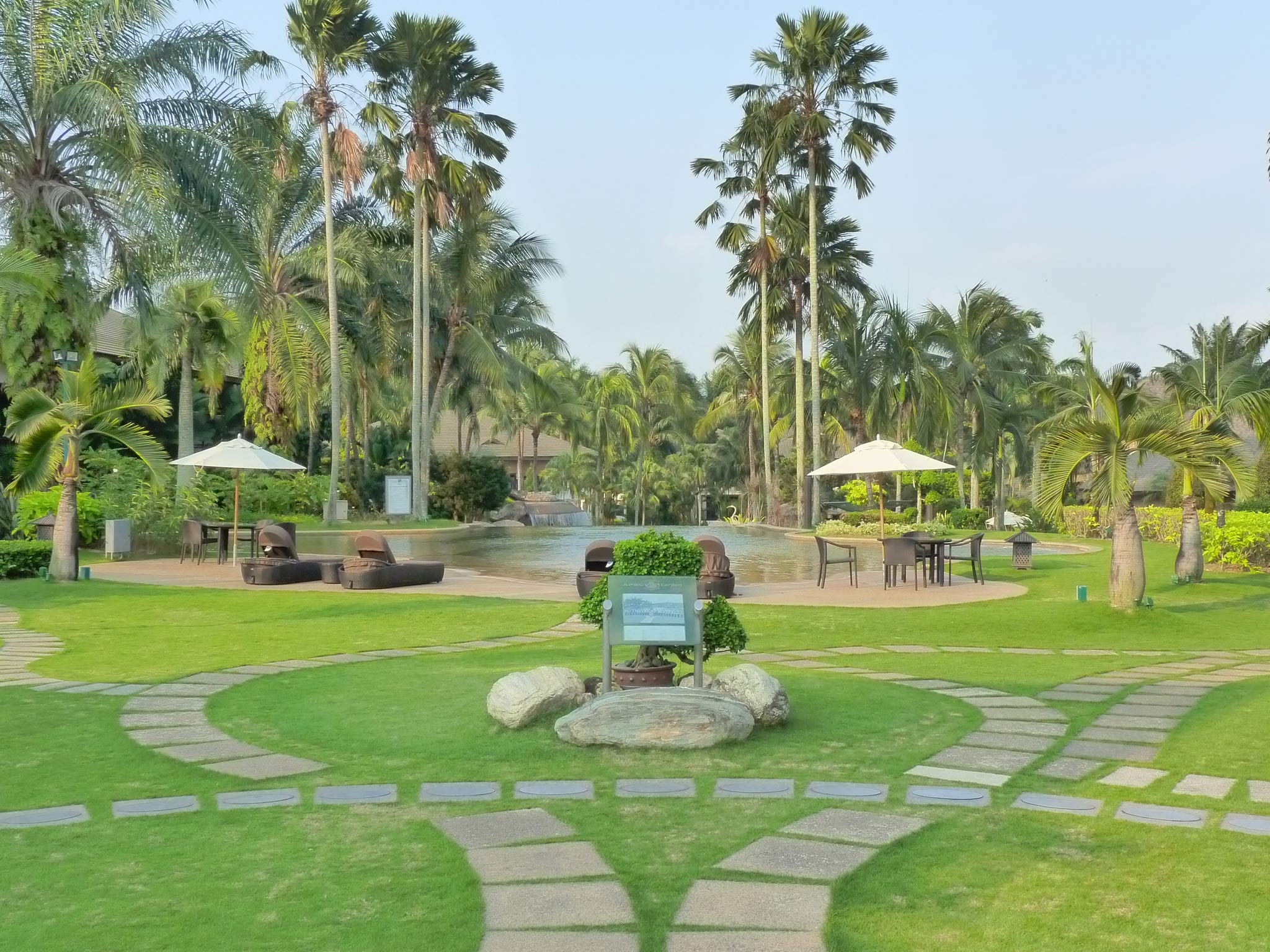
Cyberview Lodge Resort 및 Spa의 모습(2011.2.)

밤에 활동할 수 있는 공간도 늘어나고 있으며, 24시간 운영하는 공간도 늘고 있다.

### 주거 환경

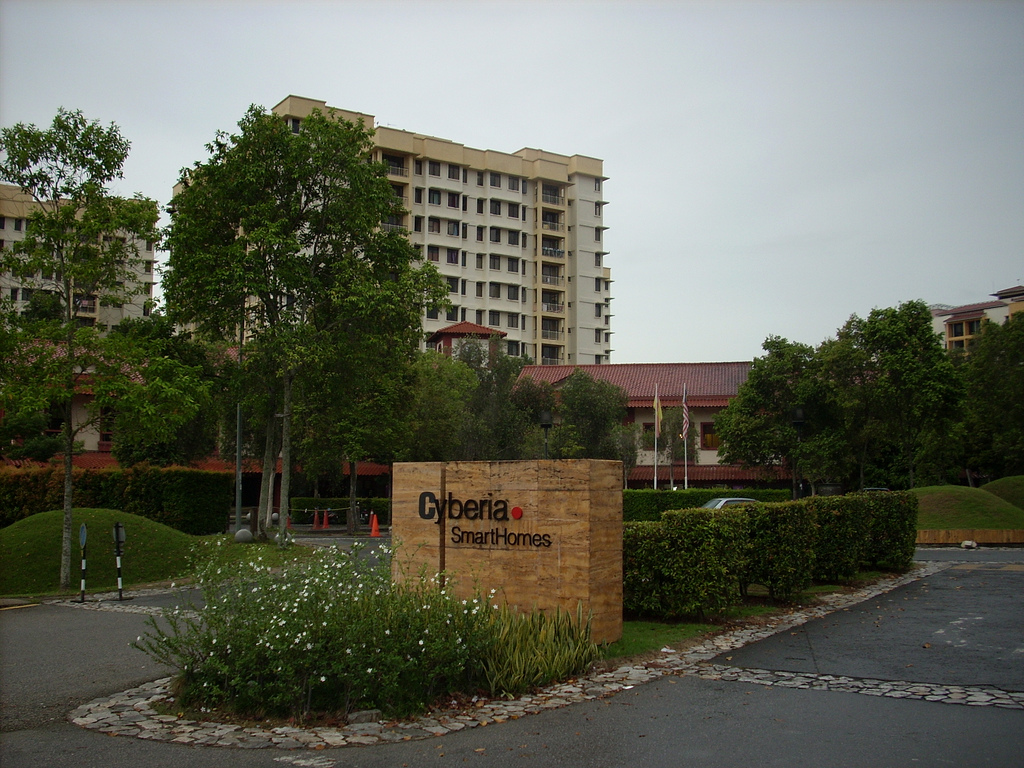
Cyberia콘도

통근 인구가 많아, 낮에는 약 37,000명이 일하고 있지만, 주거하는 인구는 10,000명 정도이다.
Kuala Lumpur International Airport (KLIA)는 통근에 주로 이용되는 수단이다.

### Cyberjaya-TV
Cyberjaya TV 보관됨 2013-05-25 - 웨이백 머신가 있다.
Cuzzy Media도 있다.

## 참고
- Town & Country Planning Department, Malaysia (2000), 《Urban Design Guidelines for Cyberjaya》, Kuala Lumpur, Malaysia: Selangor Town & Country Planning Department
- Multimedia Development Corporation (2003), 《Guidelines on Telecommunication Infrastructure & Facilities Provisioning for Buildings in MSC》, Kuala Lumpur, Malaysia: Multimedia Development Corporation
- Intelligent city gets residents’ thumbs up, The Star, November 25, 2006
- Government moves to recover RM242 million from InventQjaya Sdn Bhd, The Star, July 8, 2006
- CSF Group, South East Asia's Largest Carrier Neutral High-End Purpose Built Data Center